# دختر مرده (فیلم)
دختر مرده (به انگلیسی: Dead Girl) فیلمی محصول سال ۱۹۹۶ و به کارگردانی آدام کلمن هاوارد است. در این فیلم بازیگرانی همچون آن پاریو، آدام کلمن هاوارد، وال کیلمر، امیلی لوید، آماندا پلامر، سیمور کاسل و فامکه یانسن ایفای نقش کرده‌اند.